# Fortaleza dacia de Costești-Blidaru
Costești-Blidaru es una fortaleza dacia situada en las montañas Orăștiei, cerca de Costești (Rumania). 
Es una de las seis fortalezas dacias de los montes de Orastia declaradas Patrimonio de la Humanidad por la Unesco en 1999.

## Historia
La fortaleza consta de dos recintos, el más antiguo de los cuales fue construido en el siglo I a. C..
Durante el siglo I d. C., quizás incluso en el intervalo entre las dos guerras dacio-romanas, fue extendida hacia el oeste, construyéndose el segundo recinto.
La destrucción de la fortaleza tuvo lugar durante la segunda guerra con Trajano, en los años 105-106 d. C.
Es la única del sistema que no pudo ser conquistada en batalla. Por el contrario, los defensores se rindieron por agotamiento de los recursos después de un largo asedio.

## Descripción
Costești-Blidaru, situada en una cresta sobre una meseta a 705 metros de altitud, está considerada la fortificación más fuerte de todo el sistema. Incluye dos recintos unidos entre sí, con seis fuertes torres de vigilancia. 

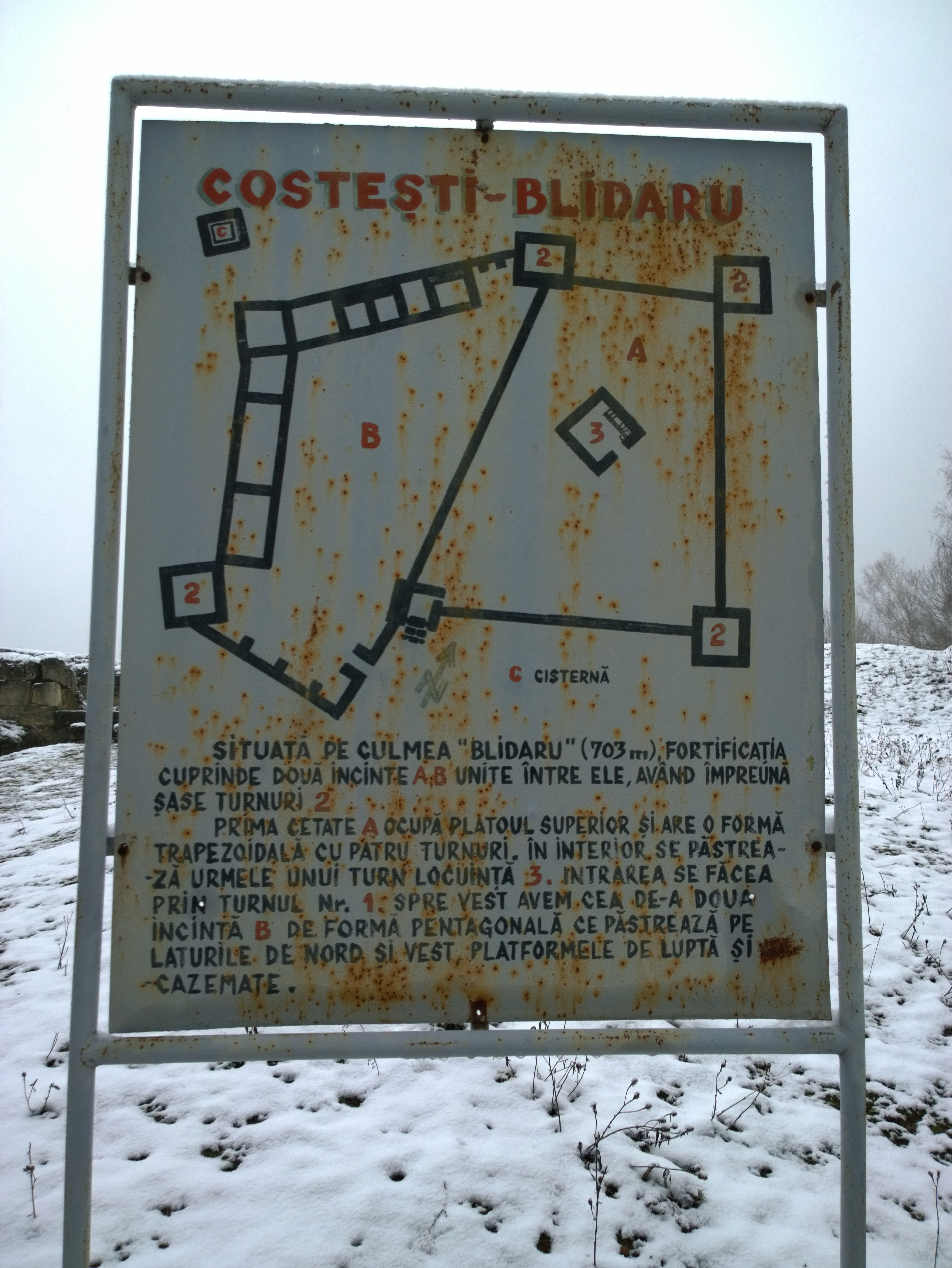

Para la construcción de la fortaleza, los dacios excavaron y ensancharon la zona superior de la colina, obteniendo así un área relativamente plana de unos 6.000 m², en la cual luego levantaron las estructuras de piedra.

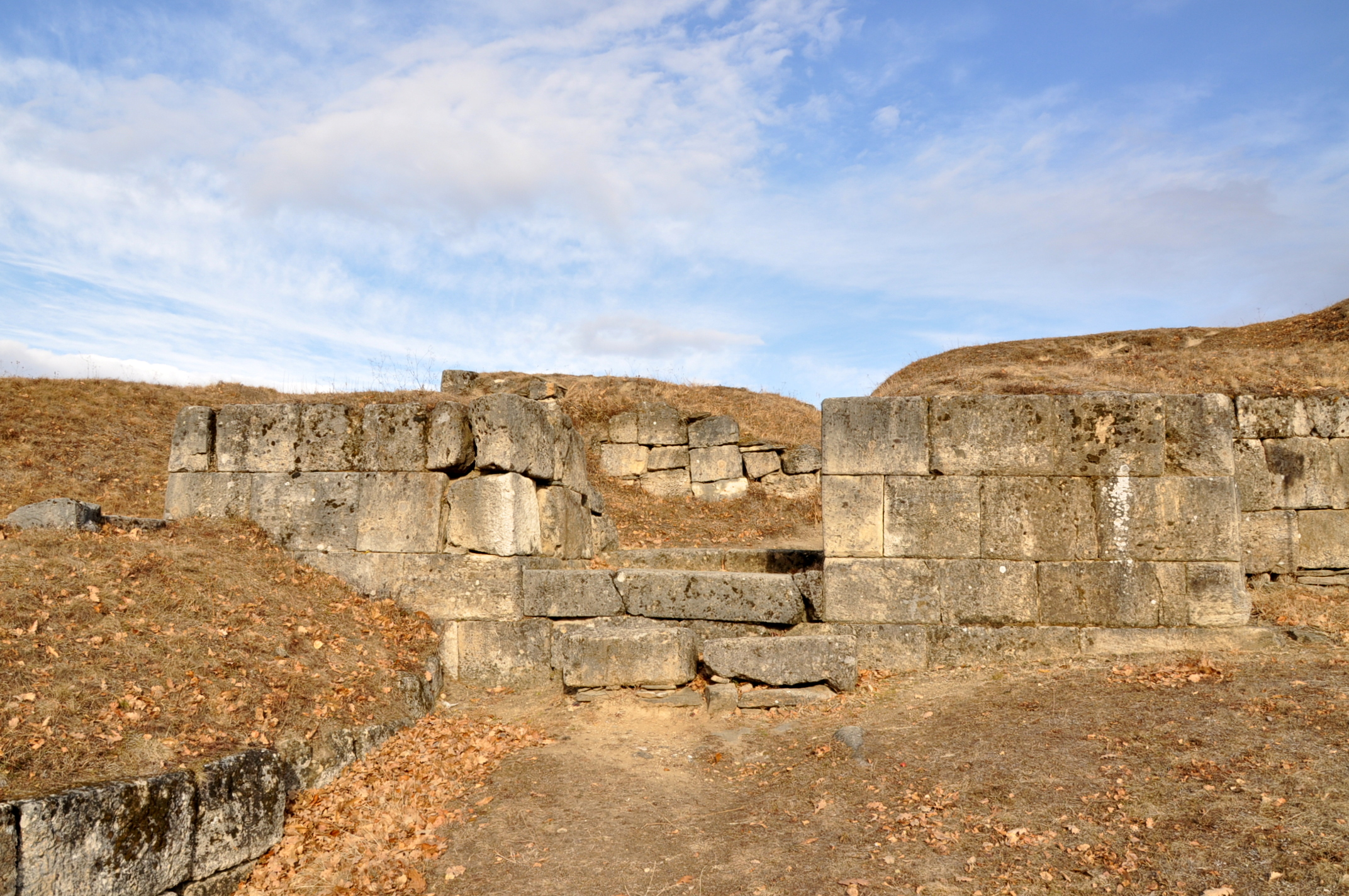

El primer recinto, que ocupa la meseta superior de la colina, tiene forma trapezoidal, y está provista de cuatro torres exteriores, colocadas en las esquinas. Según un ingenioso rigor de arquitectura militar, la entrada era a través de la torre SW, diseñada para impedir el despliegue de las fuerzas enemigas, obligándolas a girar a la derecha y exponer su flanco a los golpes de los defensores. En el interior, se han hallado las huellas de una torre residencial, hecha de piedra y madera. 

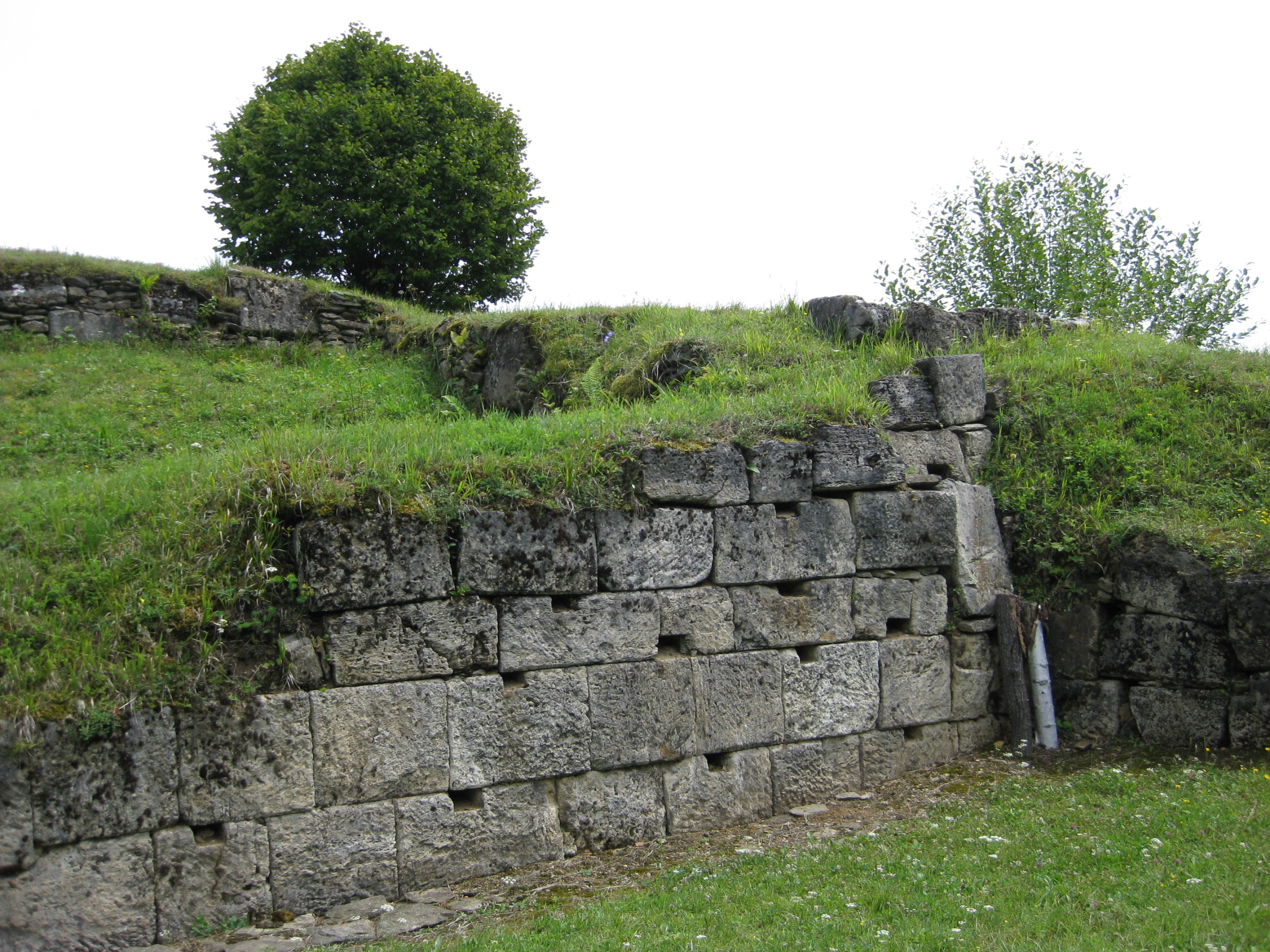

El segundo recinto, representa en realidad una prolongación del primero a un nivel inferior, siendo su forma un polígono irregular. El lado N de la segunda ciudadela está doblado por otro muro hecho de piedras ordinarias, sin forma, entre los dos edificios, obteniendo una especie de habitaciones, cuya planta baja era utilizada como almacén, y la parte superior como plataforma de lucha. Los muros de esta segunda parte también contienen dos torres, una de ellas contemporánea de la primera ciudadela. En el interior de ambas torres se descubrieron varios grandes recipientes de almacenamiento.

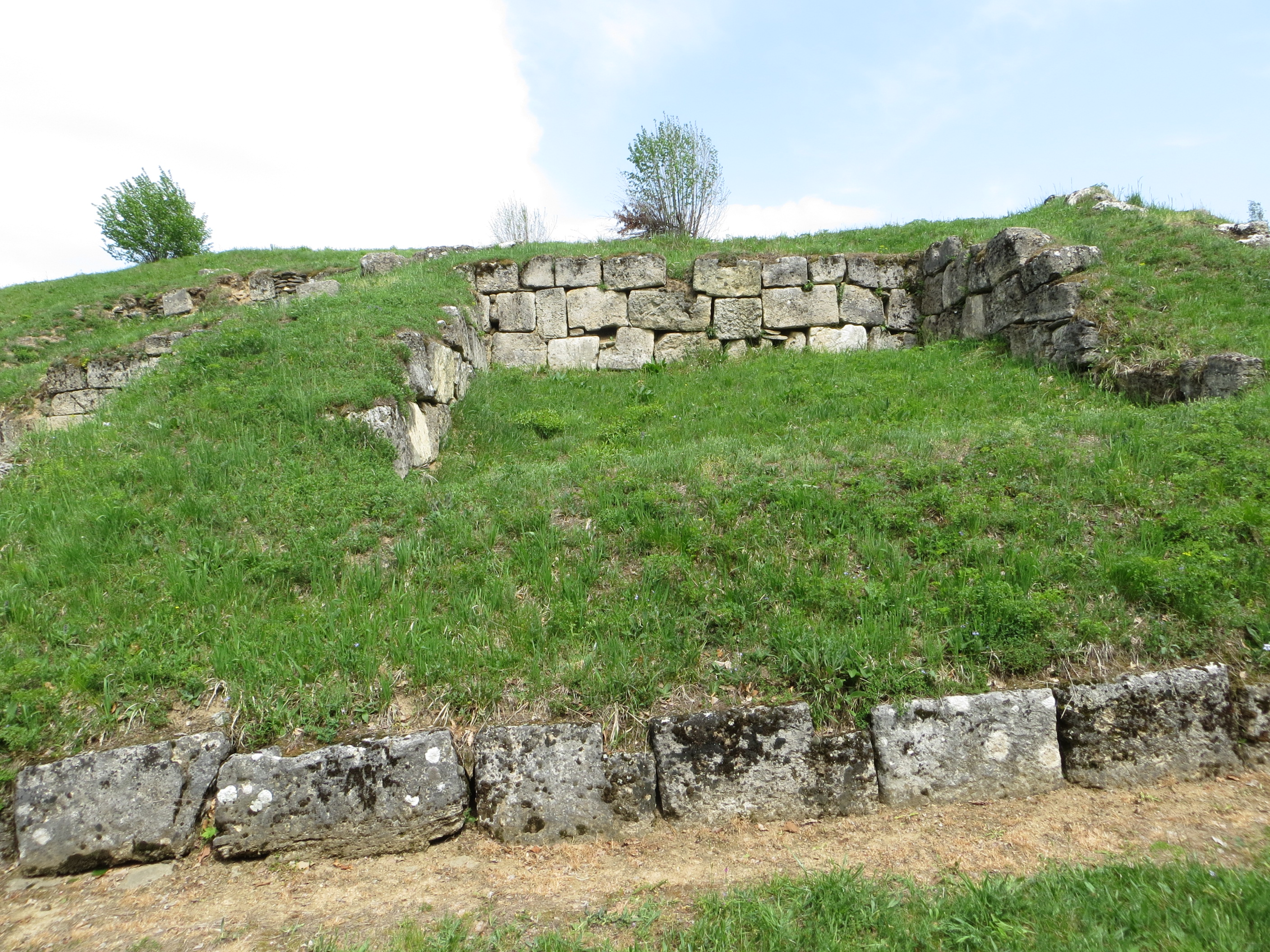

El suministro de agua de la ciudadela estaba asegurado por una cisterna cuadrangular, situada fuera de las murallas de defensa, con una capacidad de casi 200 metros cúbicos, que se abastecía de agua de manantial a través de una tubería de arcilla quemada.
También en una colina cercana fue descubierto, en un estado de conservación excepcional, un tanque excavado en la roca y cubierto con tablones de madera.